# Politique linguistique de la Finlande

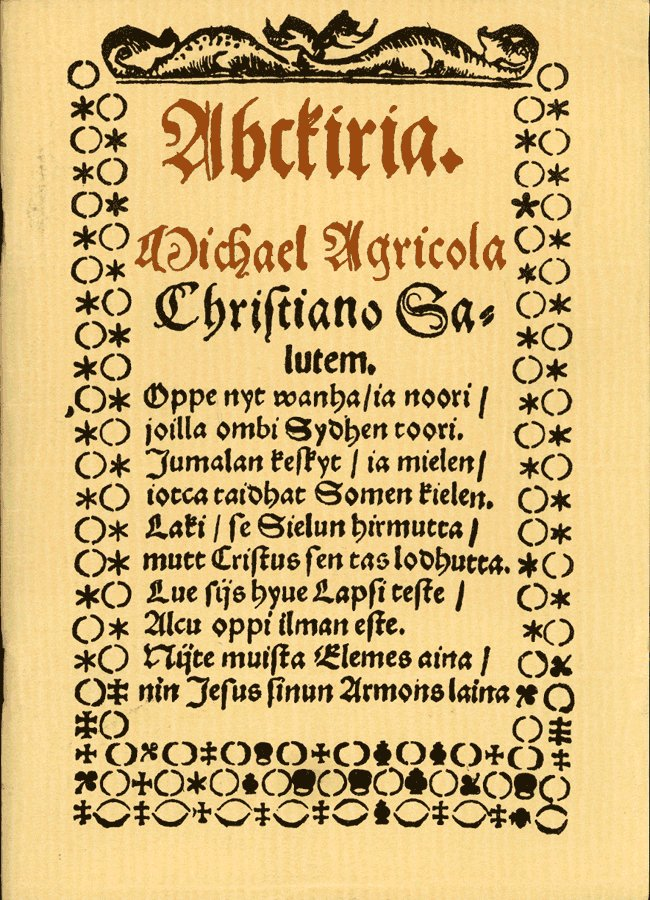
L'abécédaire de Mikael Agricola, paru en 1543, est le premier livre de lecture en finnois.

La politique linguistique de la Finlande désigne le comportement de l'État finlandais à l'égard des langues parlées dans ce pays, et des groupes de population parlant ces langues.
Depuis le XIXe siècle, cette politique, tournée vers le bilinguisme, a été marquée par les rapports de force entre les défenseurs du suédois, parlé par une minorité, et ceux du finnois.

## Histoire

### Le royaume de Suède
Du XIIe siècle jusqu'en 1809, le territoire de la Finlande actuelle appartient au royaume de Suède. 
La langue administrative de l'État est pour l'essentiel le suédois, auquel s'ajoute le latin, langue de l'église catholique à la fin du Moyen Âge et, dans une moindre mesure, le danois durant la période de l'union de Kalmar. 
En revanche, le finnois, parlé par la grande majorité de la population, ne possède aucun statut officiel, et n'existe pas en tant que langue écrite.
Dans les territoires de l'est qui étaient gouvernés par la Russie avant le traité de Stolbovo, la langue administrative est le russe.
Mikael Agricola est communément considéré comme le père du finnois écrit. 
Il publie en 1543 le premier livre de lecture en finnois, l’Abécédaire. 
Au début du XVIIe siècle, des lois sont pour la première fois publiées en finnois, et en 1759, l'ensemble de la législation est enfin rendue disponible en finnois.
La première bible en finnois parait en 1642.
Pendant l'ère suédoise, la noblesse finlandaise, ainsi qu'une grande partie de la bourgeoisie aisée, adopte le suédois. 
À de nombreuses reprises, les paysans réclament au Parlement la mise à disposition de services d'interprétariat et de traduction, ainsi que la prise en compte du finnois dans les nominations de fonctionnaires, sans succès. 
Un mouvement d'amateurs du finnois, les « fennophiles », se forme à la fin du XVIe siècle autour de Daniel Juslenius.
À la fin du XVIIe siècle, ce mouvement est représenté à l'Académie de Turku par Henrik Gabriel Porthan, mais ce dernier considère pourtant qu'au cours du « développement futur de la culture », le finnois finira par disparaître.

### Le grand-duché de Finlande

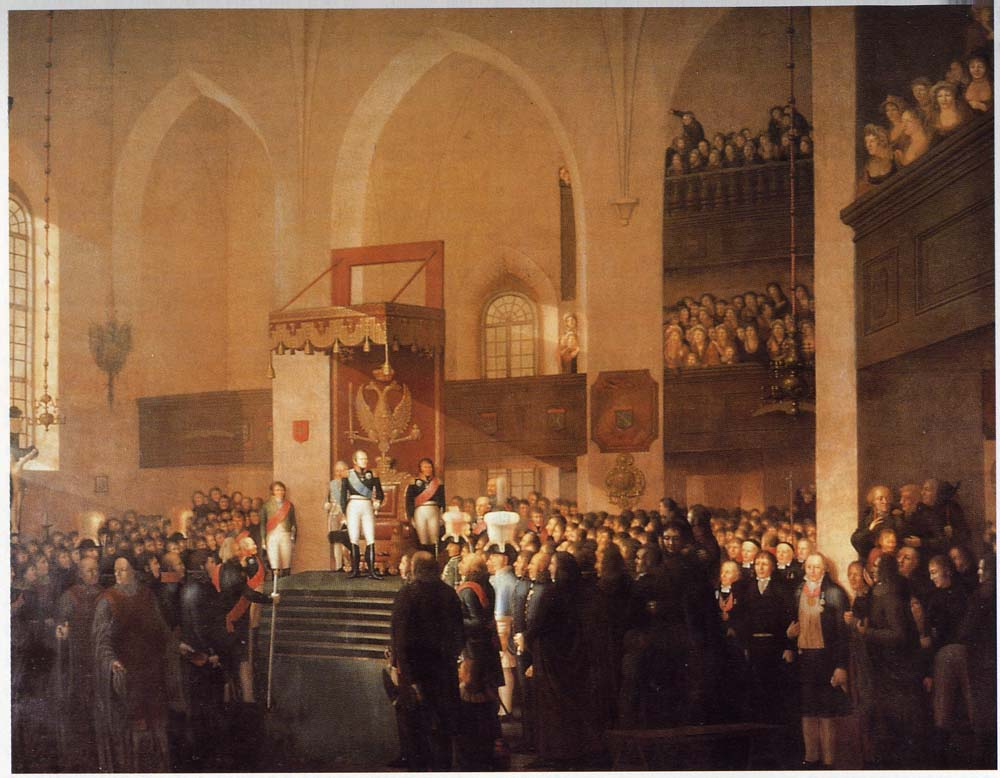
Le 25 mars 1809 à la Diète de Porvoo, le tsar Alexandre Ier accorde l'autonomie à la Finlande.

Par le traité de Tilsit conclu en 1807 entre le tsar de Russie, Alexandre Ier, et Napoléon Ier, la Suède cède toute la Finlande et les îles d’Åland à la Russie, qui en fait en 1809 le grand-duché de Finlande au sein de l'empire russe.
La langue suédoise conserve sa position de langue officielle et administrative. 
Les souverains russes souhaitent pourtant renforcer la position du finnois afin d'affaiblir les liens entre la Finlande et son ancienne patrie, la Suède. 
C'est pour cette raison que la déclaration d'autonomie du tsar Alexandre Ier à la Diète de Porvoo est publiée aussi bien en finnois qu'en suédois.
Durant cette période, une nouvelle identité finnoise voit le jour, soutenue par les idées nationalistes qui circulent dans le reste de l'Europe. Ce mouvement national finnois n'est à l'origine pas de nature linguistique. En effet, parmi les protagonistes de ce mouvement, Adolf Ivar Arwidsson, Johan Ludvig Runeberg et Zacharias Topelius écrivent en suédois. Johan Vilhelm Snellman utilise les deux langues, mais Elias Lönnrot et Aleksis Kivi écrivent en finnois. La publication du Kalevala par Lönnrot et celle du roman d'Aleksis Kivi (Les sept frères), apportent une certaine respectabilité à une langue et une culture finnoises jusqu'alors méprisées.
La langue russe n'occupe aucune place importante dans le grand-duché de Finlande, même si à partir de 1818, tous les fonctionnaires doivent posséder un certificat de pratique de la langue russe. Cette exigence est levée pour les pasteurs en 1824. Néanmoins, dans les paroisses à population de langue finnoise, ils doivent connaître le finnois.
L'université ouvre en 1828 un poste de lecteur en finnois, et en 1850 une chaire de langue et littérature finnoises. La première thèse en finnois est publiée en 1858. La même année, le premier lycée dispensant des cours en finnois ouvre à Jyväskylä,.
Les lois et règlements sont publiés en suédois, et en finnois selon les besoins. Le journal officiel finlandais n'est publié qu'en suédois au moment de sa création en 1820 et n'est publié en finnois qu'à partir de 1856 sous l'impulsion du tsar Alexandre II.
À la suite des efforts de russification entrepris à partir des années 1880, le journal officiel paraît également en russe de 1899 à 1917.
Les travaux préparatoires au vote des lois se font majoritairement en suédois, et ce n'est que pour la présentation publique de la loi que l'on réalise une traduction en finnois. Ce n'est qu'à partir de la réforme parlementaire de 1906 que le finnois commence à figurer dans les travaux préparatoires.

### Fennomanes et svecomanes
Les efforts d'amélioration du statut de la langue finnoise et des droits linguistiques des Finnois conduisent dans les années 1840 à l'apparition d'un mouvement idéaliste, le mouvement fennomane. 
En 1847, les fennomanes publient le premier journal en finnois destiné à un public cultivé : le Suometar,.
Le principal fennomane est tout d'abord le philosophe, journaliste et futur homme d'État Johan Vilhelm Snellman, qui se plaint dans des articles de journaux du retard du peuple finnois sur les plans intellectuel et matériel. Snellman l'attribue au manque d'identité nationale, que l'on ne peut stimuler que par l'élévation de la langue finnoise au rang de langue administrative et de langue d'enseignement.
Les idées de Snellman rencontrent un large écho, et divers courants se forment bientôt au sein du jeune mouvement. Alors que des fennomanes libéraux comme Elias Lönnrot et Zacharias Topelius penchent pour le bilinguisme, de jeunes fennomanes regroupés à partir de 1863 autour de Yrjö Sakari Yrjö-Koskinen veulent établir le finnois comme langue unique de la Finlande, en rejetant le suédois. Les fennomanes radicaux poussent la question linguistique jusqu'au souhait d'une grande Finlande comprenant tous les peuples finnophones. Ils qualifient les Finlandais suédophones d'étrangers ou de traîtres à leurs aïeux finlandais.
Un mouvement de défense du suédois apparaît en réaction, le mouvement svecomane, mené par le professeur Axel Olof Freudenthal, qui engendre par la suite le parti suédois. Dans les journaux suédophones, on argumente que le finnois est impropre à servir de langue culturelle. Pour les svecomanes radicaux, ce sont les Suédois qui ont, dès le Moyen Âge, apporté la culture occidentale à des Finnois autrement incapables de se développer.
Dans les cercles gouvernementaux règne également un parti-pris contre le finnois, accentué par la préoccupation des Russes vis-à-vis de la propagation d'idées révolutionnaires au sein du peuple. Ainsi, en 1850, un « décret linguistique» interdit la publication de textes en finnois, à l'exception des textes religieux ou économiques. Mais ce décret n'est que très peu appliqué, avant d'être aboli en 1860. Dès 1858, les fonctionnaires nommés à l'intérieur du pays doivent passer un examen oral de finnois.
Alors que le Sénat reste sceptique à l'égard du finnois, les fennomanes réalisent une percée en 1863, lorsque le tsar Alexandre II signe un projet d'ordonnance que lui soumet Johan Vilhelm Snellman en court-circuitant le Sénat : le finnois devra, d'ici 20 ans, obtenir le même statut que le suédois en tant que langue administrative et juridique.

### Le rapport de forces s'inverse
Quand le délai instauré par Alexandre II expire en 1883, le gouverneur général russe Fiodor Loginovitch Geïden essaie par voie d'ordonnance d'instaurer le finnois comme langue administrative. Il se heurte tout d'abord à la résistance du Sénat, d'inclination suédoise, ainsi qu'à celle du procureur général Robert Montgomery, qui tient le finnois comme une « langue étrangère », qui ne peut être utilisée dans les tribunaux. Ce n'est que par l'ordonnance linguistique du 19 juin 1902 que le finnois devient langue officielle.
Ce processus se superpose aux effets du manifeste linguistique, promulgué en 1900, qui impose le russe comme langue sénatoriale, dans une volonté de russification de la Finlande. En pratique, le suédois et le finnois restent les langues de travail du Sénat, et les comptes-rendus et les décisions sont seulement traduits en russe. Le manifeste est aboli en 1906, après l'abandon des tentatives de russification.
Le développement d'un système de scolarisation en finnois, amorcé pendant la seconde moitié du XIXe siècle, aboutit au tournant du siècle à l'apparition d'une couche de population cultivée parlant finnois, et à partir des années 1920, le finnois acquiert pleinement le statut de langue littéraire. Dans le même mouvement, le suédois perd sa position de langue littéraire unique. Le suédois, qui était jusqu'ici la langue des milieux cultivés, est de plus en plus ressenti comme la langue d'une claire minorité. Cette transition provoque aussi chez les suédophones, plus qu'auparavant, le sentiment d'appartenir à un groupe ethnique distinct regroupant aussi bien l'ancienne élite que les gens simples parlant suédois. Ce sentiment, auquel s'ajoute la résurgence des querelles linguistiques et les efforts des fennomanes pour faire du finnois la seule langue officielle du pays, finit par conduire à la formation du parti populaire suédois, destiné à défendre les intérêts de la minorité linguistique et de la première université ouvertement suédophone, l'Académie d'Åbo.

### Luttes de politique linguistique dans la Finlande indépendante
Quand la Finlande acquiert l'indépendance en 1917, les rapports de force entre les langues se sont inversés, et la question décisive ouverte est celle du statut du suédois dans le jeune État. Les Finlandais suédophones craignant pour leurs droits linguistiques se voient exposés aux exigences retentissantes des fennomanes, qui ne veulent considérer le suédois tout au plus que comme une langue minoritaire.
Des groupes svecomanes radicaux énoncent la théorie des deux nationalités différentes et demandent un statut d'autonomie pour les territoires à majorité suédophone, comparable aux droits qui seront plus tard accordés à l'archipel d'Åland. Dans ce but, une représentation officieuse des suédophones est fondée au printemps 1919 : le Svenska Finlands folkting. Le parti populaire suédois, craignant un affaiblissement général du suédois dans le pays, repousse ces exigences, et la proposition ne recueille aucun soutien de poids au Parlement.
En opposition aux volontés d'unilinguisme de certains fennomanes, certains finnophones pensent que les deux langues peuvent coexister. 
C'est le cas du sénateur Eemil Nestor Setälä, activiste du parti jeune finnois et membre de l'Association pour la culture et l'identité finnoise (Suomalaisuuden Liitto).
Après de longues négociations, on se met finalement d'accord sur un compromis, et dans la Constitution de 1919, il est déclaré que le finnois et le suédois sont les langues nationales à égalité de droits. La loi linguistique de 1922 définit les détails de l'usage des deux langues dans les tribunaux et les administrations, le droit d'utiliser sa propre langue étant garanti en premier lieu dans la correspondance écrite.

### «Les Vrais Finlandais»

La société académique de Carélie AKS était un des acteurs centraux parmi les Vrais Finlandais.

Le compromis trouvé lors des négociations sur la Constitution ne dissipe pas les fronts endurcis par des décennies de querelle linguistique. 
Le suédois gardera encore longtemps une position dominante dans les cercles éducatifs et culturels, et les milieux finnophones ne cesseront d'accuser les suédophones d'arrogance et d'élitisme.
Le mouvement fennomane radical se poursuit à travers les activités de divers groupes, bientôt connus sous l'appellation de « Vrais Finlandais » (aitosuomalaiset). 
Ses principaux piliers de soutien se trouvent d'une part dans les cercles académiques finnophones, en particulier sous l'influence de la Société académique de Carélie nationaliste, et d'autre part dans la population rurale finnoise, représentée par le Parti agrarien (aujourd'hui Parti du centre). 
La querelle linguistique qui se poursuit conduit à de nombreuses manifestations, mais aussi à un intense développement culturel des deux parties.
La querelle linguistique s'accentue fin 1934, lorsque le gouvernement prépare l’introduction de quotas de chaires suédophones à l'Université d'Helsinki. 
Le projet est repoussé avec véhémence par les Vrais Finlandais et une partie du Parti de la Coalition nationale, qui luttent pour une université unilingue. Les discours-fleuves des opposants empêchent en 1935 l'aboutissement du projet de loi pendant la législature du Parlement, si bien que la question reste ouverte. 
Ce n’est qu'en 1937 qu'elle est tranchée en faveur du finnois, mais le quota de chaires suédophones est malgré tout introduit de manière détournée via un décret d'application.
Après cette dernière intensification du conflit linguistique, les événements politiques mondiaux commencent à repousser la querelle à l'arrière-plan. 
La crainte de l'Union soviétique et de la possibilité d'une guerre poussent ainsi les partis d'orientation fennomane à se tourner plus résolument vers une politique orientée vers les voisins scandinaves occidentaux. 
La guerre contribuera à renforcer le sentiment de cohésion nationale des Finlandais, et les querelles linguistiques n'auront plus jamais la même violence.

### Politique linguistique d'après-guerre

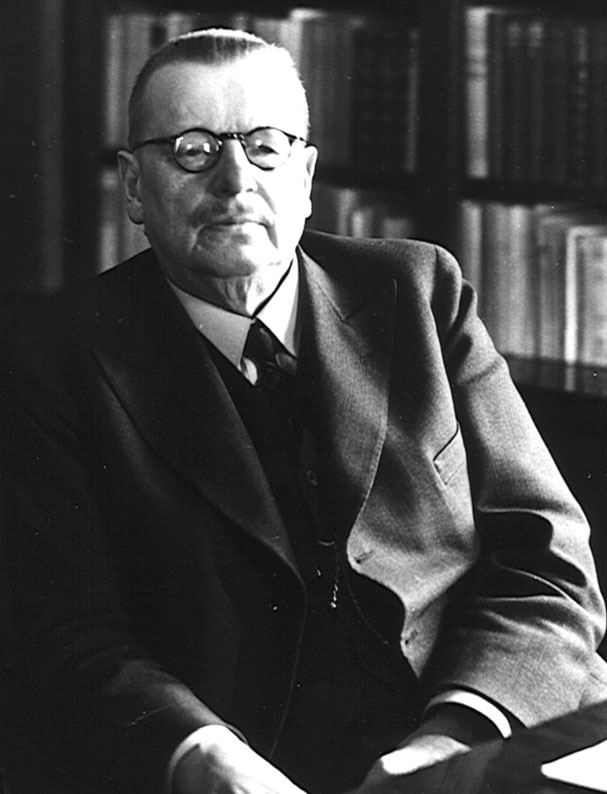
Juho Kusti Paasikivi, président en 1948, a reconnu le bilinguisme comme une force en politique étrangère.

Après la guerre, par le traité de Paris la Finlande doit céder des territoires substantiels à l'Union soviétique, notamment la Carélie orientale. Le déplacement des populations concernées, représentant 12 % de la population totale de la Finlande, est organisé par la loi sur l'acquisition de terres votée par le Parlement en 1945. 
Des considérations linguistiques sont incluses dans cette loi (Kielipykälä §92) à la demande du Premier ministre Juho Kusti Paasikivi.
Selon ces dispositions, les déplacements de population ne doivent pas changer les rapports linguistiques des communes concernées. 
En pratique, elles empêchent les populations déplacées, majoritairement finnophones, de s'installer dans les communes suédophones ou mixtes.
Selon Paasikivi, les populations déplacées auraient mis en péril les communautés suédophones et leur culture. 
Les préserver permet de s'assurer que la Suède, les pays nordiques et indirectement le monde occidental ne se désintéressent pas du sort de la Finlande. 
Contrairement à la situation d'avant-guerre, le bilinguisme en Finlande n’est plus ressenti comme un problème de politique intérieure, mais comme un avantage pour la politique étrangère.

## Les langues les plus parlées en Finlande
La population de la Finlande est composée majoritairement de locuteurs parlant le finnois. 
Les suédophones sont numériquement minoritaires formant environ 5,5 % de la population. 
L'État finlandais est officiellement bilingue, mais la population de langue suédoise est simplement plus réduite.
Depuis un siècle, l'évolution démolinguistique de la Finlande est la suivante, :
| Année                    | 1900    | 1950    | 1990    | 1997    | 1998    | 1999    | 2000    | 2001    | 2004    | 2014    |
| ------------------------ | ------- | ------- | ------- | ------- | ------- | ------- | ------- | ------- | ------- | ------- |
| Finnois                  | 86,75 % | 91,10 % | 93,53 % | 92,74 % | 92,61 % | 92,50 % | 92,42 % | 92,27 % | 92,14 % | 94,33 % |
| Suédois                  | 12,89 % | 8,64 %  | 5,94 %  | 5,71 %  | 5,68 %  | 5,66 %  | 5,63 %  | 5,60 %  | 5,88 %  | 5,63 %  |
| Same                     | 0,06 %  | 0,06 %  | 0,03 %  | 0,03 %  | 0,03 %  | 0,03 %  | 0,03 %  | 0,03 %  | 0,03 %  | 0,04 %  |
| Population (en milliers) | 2 656   | 4 030   | 4 998   | 5 147   | 5 160   | 5 171   | 5 181   | 5 195   | 5 206   | 5 161   |

## La politique linguistique en Finlande aujourd'hui
Quelle est la politique actuelle de la Finlande à l'égard des minorités nationales, ?:

### Législation linguistique
La loi linguistique (finnois : kielilaki), votée pour la première fois en 1922, a subi depuis de nombreuses réformes, dont la dernière remonte à 2003. 
Les principales dispositions de la loi régissent d'une part les droits de chaque individu, et d'autre part le statut linguistique des communes en tant qu'entités administratives.
Chaque commune est soit unilingue (finnophone ou suédophone), soit bilingue. Une commune est considérée comme bilingue si la minorité linguistique regroupe au moins 3 000 habitants ou 8 % de la population. Selon la répartition actuelle, valable jusqu'en 2012, on compte 19 communes suédophones (dont 16 dans la province d'Åland) et 43 communes bilingues. Les 354 communes restantes sont toutes finnophones.
Chaque citoyen a le droit de communiquer avec les autorités nationales et les tribunaux dans sa langue maternelle, qu'il s'agisse du suédois ou du finnois. Ce droit s'applique également vis-à-vis des autorités locales dans les communes bilingues. Dans les communes unilingues, par contre, les autorités locales n'utilisent pour l’essentiel que la langue de la commune. Mais si une partie prenante à une affaire qu'elle n'a pas lancée doit être entendue, elle peut utiliser sa langue maternelle, et un interprète interviendra si nécessaire.
Dans les lois régissant l'attribution des postes administratifs, il est stipulé que toute nomination dans le service public suppose la connaissance du finnois et du suédois si le poste requiert une éducation supérieure. L'apprentissage de l'autre langue est obligatoire dans toutes les écoles depuis 1968. Toute obtention d'un diplôme de fin d'études supérieures suppose également la connaissance de l'autre langue.
Dans l'armée, le finnois est l'unique langue de commandement, pour des raisons pratiques. Cependant, la plupart des soldats suédophones sont entraînés dans une brigade spéciale à Dragsvik.
Dans la province autonome d'Åland, les lois linguistiques finlandaises ne s'appliquent pas, et les questions linguistiques sont réglées par la loi d'autogestion. Åland est exclusivement suédophone, mais les finnophones peuvent utiliser leur langue maternelle avec les autorités nationales. Par contre, ils ne peuvent utiliser que le suédois avec les autorités provinciales ou municipales.
Yle, le service de radio-télévision public finlandais, propose deux stations radio suédophones. À la télévision, les émissions en suédois représentent environ 10 % des programmes.

### Suédophones
- unilingues finnophones
- bilingues à majorité finnoise
- bilingues à majorité suédoise
- unilingues suédophones
- bilingues à minorité same

Les langues des communes de Finlande en 2009 :

Si le nombre absolu de Finlandais suédophones a peu varié sur le long terme, leur proportion dans la population totale n'a cessé de diminuer. On observe en particulier, dans les territoires bilingues, un mélange croissant des groupes linguistiques.
Une des particularités du bilinguisme finlandais est que les différences linguistiques ne sont en pratique pas un frein au mariage ou au concubinage. 
Cela est peut-être dû, comme le montre une enquête réalisée en 1997, au fait que 70 % des Finlandais considèrent le suédois comme une partie de leur identité nationale.
Dans les familles bilingues, 60 % des enfants sont déclarés comme étant suédophones.
L'évolution de la population suédophone en Finlande est la suivante :
| Année | Population | Taux (%) |
| ----- | ---------- | -------- |
| 1880  | 294 900    | 14,3     |
| 1890  | 322 600    | 13,6     |
| 1900  | 349 700    | 12,9     |
| 1910  | 339 000    | 11,6     |
| 1920  | 341 000    | 11,0     |
| 1930  | 342 900    | 10,1     |
| 1940  | 354 000    | 9,6      |
| 1950  | 348 300    | 8,6      |
| 1960  | 330 500    | 7,4      |
| 1970  | 303 400    | 6,6      |
| 1980  | 300 500    | 6,3      |
| 1990  | 296 700    | 5,9      |
| 2000  | 291 700    | 5,7      |
| 2010  | 291 153    | 5,4      |

### La querelle linguistique aujourd'hui
Bien que la situation se soit apaisée depuis les années 1930, la question linguistique n'est pas encore totalement résolue. Les discussions sont régulièrement ravivées autour de deux points de friction : l'enseignement linguistique obligatoire à l'école et les quotas pour les Finlandais suédophones.
L'obligation d'apprendre l'autre langue nationale est constamment critiquée, avant tout par les finnophones, et en particulier par les écoliers et les étudiants soumis à cette obligation. La question du « suédois obligatoire» (finnois : pakkoruotsi) fait l'objet de campagnes publiques récurrentes. L'argument central est qu'apprendre le suédois est moins utile qu'apprendre d'autres langues importantes comme l'anglais, l'allemand ou le français.
Il règne cependant entre les partis politiques du pays un consensus clair sur la conservation de cette obligation linguistique, et la demande d'abolition n'est soutenue que par quelques petits partis populistes de droite. Ainsi, la nouvelle loi linguistique de 2003, qui n'apportait aucune modification à ce sujet, a été adoptée au Parlement par 179 voix contre 3.
Le deuxième point de friction concerne les quotas pour l'attribution de certaines places d'études ou de formation aux étudiants suédophones. Les formations juridiques et médicales, par exemple, réservent des places aux étudiants maîtrisant le suédois. Cette pratique est considérée comme discriminatoire par certains Finlandais finnophones, mais elle est motivée par les dispositions de la loi linguistique, qui exige une offre suffisante de services suédophones, ce qui implique de garantir également une formation suffisante en suédois. De plus, les études suédophones sont ouvertes à tous les Finlandais maîtrisant le suédois, et pas seulement à ceux dont le finnois est la langue maternelle.
Néanmoins, ces pratiques sont depuis devenues normales pour la majorité des Finlandais, et ces points de désaccord font désormais rarement l’objet de grands débats publics.

### Position des langues sames

Le drapeau des Samis

C'est surtout à partir des années 1990 que la politique linguistique finlandaise a pris en compte de façon croissante les autres langues minoritaires du pays, ainsi que le droit des locuteurs de ces langues à leurs propres langue et culture. Dans ce contexte, la Finlande a aussi ratifié la Charte européenne des langues régionales ou minoritaires le 9 novembre 1994, charte entrée en vigueur le 1er mars 1998.
À côté du suédois, seules les langues sames sont concernées par la Charte. Depuis 1992, elles ont un statut officiel dans les territoires d'origine des Samis, dans les communes d'Enontekiö, Inari et Utsjoki, ainsi qu'au nord de Sodankylä.
Le statut des langues sames garantit aux Samis le droit d'utiliser leur langue pour communiquer avec les autorités et les hôpitaux. Comme les diverses variantes des langues sames sont également prises en considération, Inari est devenue à la suite de cette innovation la seule commune quadrilingue de Finlande. Tous les avis officiels y sont rédigés en same du Nord, en same d'Inari, en same de Skolt et en finnois. Dans les écoles de certains territoires, le same du Nord est la première langue d'enseignement scolaire.
Une des tâches centrales de la politique linguistique des pays nordiques est le renouveau des langues sames. À cause de la pression des langues plus importantes du pays, seul un Sami sur deux parle une langue same. Pour surveiller la position de leurs langues et gérer eux-mêmes les questions linguistiques et culturelles qui les concernent, les Samis disposent depuis 1996 de leur propre parlement, le Sámediggi. La station finnois : Sámi Radio d'Yle, diffuse ses émissions en langue Same.
Toutefois, le Same reste classé dans le livre rouge des langues en danger de l'Unesco,.

### Langue carélienne
Jusqu'à la seconde guerre mondiale, le Carélien et ses dialectes sont parlés en Finlande dans la partie nord du lac Ladoga.
Après la guerre, les Caréliens évacués de Carélie sont répartis dans toute la Finlande. La société pour la langue carélienne estime le nombre de locuteurs du Carélien en Finlande à 11 000-12 000, dont une majorité de personnes âgées. La société pour la langue carélienne est fondée en 1995 pour le développement de la pratique orale et écrite de la langue carélienne.
À l'hiver 2009, le gouvernement a renforcé le statut de la langue carélienne et des autres langues minoritaires.

### Langue rom (romani)
On estime le nombre de Roms en Finlande à 10 000, en plus des Roms finlandais habitants en Suède estimés à 3 000-4 000.
Leur nombre exact est difficile à établir car la loi sur les informations personnelles interdit d'enregistrer les origines ethniques. Les Roms sont dispersés en Finlande, une grande partie d'entre eux habite dans les villes du Sud et de l'Ouest.
En 1995, la réforme de la loi sur les droits fondamentaux sécurise pour la première fois le statut de la population Rom.
En 2000, la loi reconnait le droit des Roms à conserver et développer leur langue et leur culture,. 
Cette réforme des droits fondamentaux assure aussi la garderie (239/1973), qui permet l'aide à la langue et la culture Rom et les lois sur l'école renforcent le statut du romani comme langue maternelle. 
On estime que 40–50 % des Roms comprennent le romani et qu'un tiers des Roms la pratique.
Le romani est en danger d'extinction en Finlande même si, depuis les années 1970, des efforts sont entrepris pour l'enseigner.
L'installation dans les villes, le passage de la famille élargie à la famille nucléaire dont les grands parents ne font plus vraiment partie sont des facteurs de disparition de la pratique du romani.
En 2004, dans les écoles secondaires et lycées, le romani a été enseigné à 142 enfants comme langue maternelle.

### Langues des signes
La premier groupe d’utilisateurs de la langue des signes se forme en 1846 à Porvoo lors de la création d'un école pour les sourds.
L'attitude sociale envers la langue des signes a beaucoup changé depuis les années 1960.
Au début du XXe siècle, l'idée de l'oralisme se propage en Finlande, ce qui conduit à interdire la langue des signes entre autres à l’école.
Il est alors habituel de punir son utilisation par des châtiments corporels.
La formation des sourds est facultative et l'instruction obligatoire n'a été élargie aux handicapés que dans les années 1930.
À partir des années 1960, les attitudes ont changé et on commence à revendiquer des droits égaux pour les handicapés.
De nos jours, le gouvernement a mis en place une politique des langues nationales dont fait partie la langue des signes.
En 1995, par la loi (731/1999, 17), la Finlande protège le statut de la langue des signes.
Les lois concernant l'éducation primaire (628/1998, 10 §), le lycée (629/1998, 6 §) et les formations professionnelles (630/1998, 11 §) indiquent que la langue des signes est une langue d'enseignement.
Toutefois, la réalité est parfois différente. Ainsi, selon Monica Londenin, en 2004 la plupart des enfants sourds de langue suédoise n'ont pas de possibilité d'être scolarisés dans leur langue des signes à aucun niveau. 
La seule exception est celle de l'école maternelle spécialisée d'Ähtävä dans la commune de Pedersöre.
Ces enfants ne disposent pas de garderie car la société ne les considère pas comme handicapés.
Ainsi la seule école pour les enfants sourds de langue suédoise, la Svenska skolan för hörselskadade de Porvoo a fermé en 1993 et depuis aucune solution n'a été mis en place ni par l’État ni par la commune.

### Langues maternelles
L'élève de langue étrangère peut à l'école secondaire et au lycée choisir sa langue maternelle comme langue étrangère, et il doit recevoir une aide éducative. L'intervention de l’État est réglée par la loi ((635/1998) 42 § 2) de financement des actions culturelles et éducatives.
L’enseignement de la langue maternelle des enfants immigrés n'a pas de statut officiel à l'école.
Sa mise en place par les communes est facultative, mais elles reçoivent une aide financière si elles organisent leur enseignement.
Les groupes d'enseignement sont de 4 à 12 enfants, d'âges et de niveau souvent très différents.
Une grande partie des enseignants de langue maternelle sont techniquement incompétents et cela influence leur relation avec les autres enseignants. Au début des années 1990, le besoin en enseignants est grand et il a fallu prendre les meilleures offres qui n'étaient pas toujours compétentes. Cette remarque ne s'appliqua pas à la majorité des enseignants de langue russe et estonienne. 
C'est à l'enseignant de langue maternelle de choisir les traits culturels, les principes et les valeurs et de sa propre culture. Il a une responsabilité importante surtout quand sa culture est très éloignée de la culture finlandaise.